# 2061: Odyssey Three
2061: Odyssey Three (2061 - Uma Odisseia no Espaço 3, no Brasil; 2061: Terceira Odisseia, em Portugal) é um romance de ficção científica do escritor britânico Arthur C. Clarke. É o terceiro romance da série Odisseia no Espaço. Retorna a um dos principais personagens dos romances anteriores, Heywood Floyd, e descreve suas aventuras, que o levam ao retorno do Cometa Halley à lua de Júpiter, Europa, em 2061.

## Lançamento
Pelo fato da saga da Odisseia no Espaço estar intimamente preocupada com Júpiter e suas luas, Clarke tinha originalmente a intenção de adiar a escrita do terceiro livro até que a missão Galileo ao planeta houvesse retornado com suas descobertas. No entanto, o lançamento da sonda foi adiado devido ao desastre do Ônibus Espacial Challenger, então ela não aterrissaria em Júpiter até 1985. Decidindo não esperar, Clark, em vez disso, usou de inspiração a aproximação do Cometa Halley em 1986 e focalizou sua sequência no futuro retorno do cometa, em 2061.

## Sinopse
2061 se passa 51 anos após os eventos de 2010: Odyssey Two. Heywood Floyd, agora com 103 anos, parte numa nave em turística ao Cometa Halley, mas acaba indo para o Satélite Europa, o satélite proibido, em missão de resgate, quando uma nave cai ali com seu neto a bordo. O monolito volta a mostrar seu poder a serviço de uma suprema força alienígena que decidiu que a humanidade terá que, forçosamente, desempenhar um papel fundamental na evolução da Galáxia.

## Os planos abortados para versão cinematográfica
Pouco depois que o romance foi lançado,Tom Hanks manifestou grande interesse em produzir uma adaptação para o cinema, com o próprio elenco no papel de Floyd, Keir Dullea e Douglas Rain reprisando seus papéis de David Bowman e HAL 9000. Esses planos nunca foram além do anúncio inicial.
No entanto, em 2010, uma adaptação cinematográfica de 2061 foi publicado no 2001: site de exposições, na esperança de gerar interesse na MGM na WB para adaptar o romance para o cinema.